# Limnophora nana
Limnophora nana är en tvåvingeart som beskrevs av Shinonaga 2005. Limnophora nana ingår i släktet Limnophora och familjen husflugor. Inga underarter finns listade i Catalogue of Life.